# Sawtry
Sawtry – wieś w Anglii, w hrabstwie Cambridgeshire, w dystrykcie Huntingdonshire. Leży 38 km na północny zachód od miasta Cambridge i 105 km na północ od Londynu.